# Новый Ашап
Новый Ашап (баш. Яңы Башап) — село в Бардымском районе Пермского края на реке Ашап. Административный центр Новоашапского сельского поселения.

## География
Село находится примерно в 29 км к югу от центра села Барда.

## Население
По результатам переписи 2010 года численность населения составила 330 человек, в том числе 157 мужчин и 173 женщины.
В 2005 году численность населения составляла 432 человека.
Ранее численность населения составляла: 86 человек (1816 год), 624 человека (1926 год). В 1926 году в селе проживало 615 башкир и 9 русских.